# Hurlburt Field
Hurlburt Field è una base militare dell'United States Air Force, gestita dallo Air Force Special Operations Command e situata vicino alla città di Fort Walton Beach, in Florida.

## Informazioni Generali
La struttura odierna è stata attivata nel 1943, e prende il nome dal Tenente Donald W. Hurlburt, ucciso il 1 ottobre 1943.

## Unità
Attualmente l'unità ospitante è il 1st Special Operations Wing.
Sono presenti i seguenti reparti:
- U.S.A.F.
  - Quartier Generale dell'Air Force Special Operations Command
  - 24th Special Operations Wing
  - 505th Command and Control Wing
  - 361st Intelligence, Surveillance and Reconnaissance Group, 363rd Intelligence, Surveillance and Reconnaissance Wing
  - 2nd Combat Weather Systems Squadron, 557th Weather Wing
  - 14th Weapons Squadron, 57th Wing
  - 39th Information Operations Squadron, 688th Cyberspace Wing
  - 556th RED HORSE Squadron, 622nd Civil Engineer Group, Air Force Reserve Command
  - 717th Information Operations Squadron, 960th Cyber Operations Group, Air Force Reserve Command
  - 823rd RED HORSE Squadron, Ninth Air Force